# Norbert Klein
Dr. Norbert Klein teljes nevén Norbert Johann Klein cseh nyelven Norbert Jan Klein (Braunseifen, 1866. október 25. – Bécs, 1933. március 10.) római katolikus pap, a Brünni (Brno) egyházmegye megyéspüspöke, a Német Lovagrend 59. nagymestere.

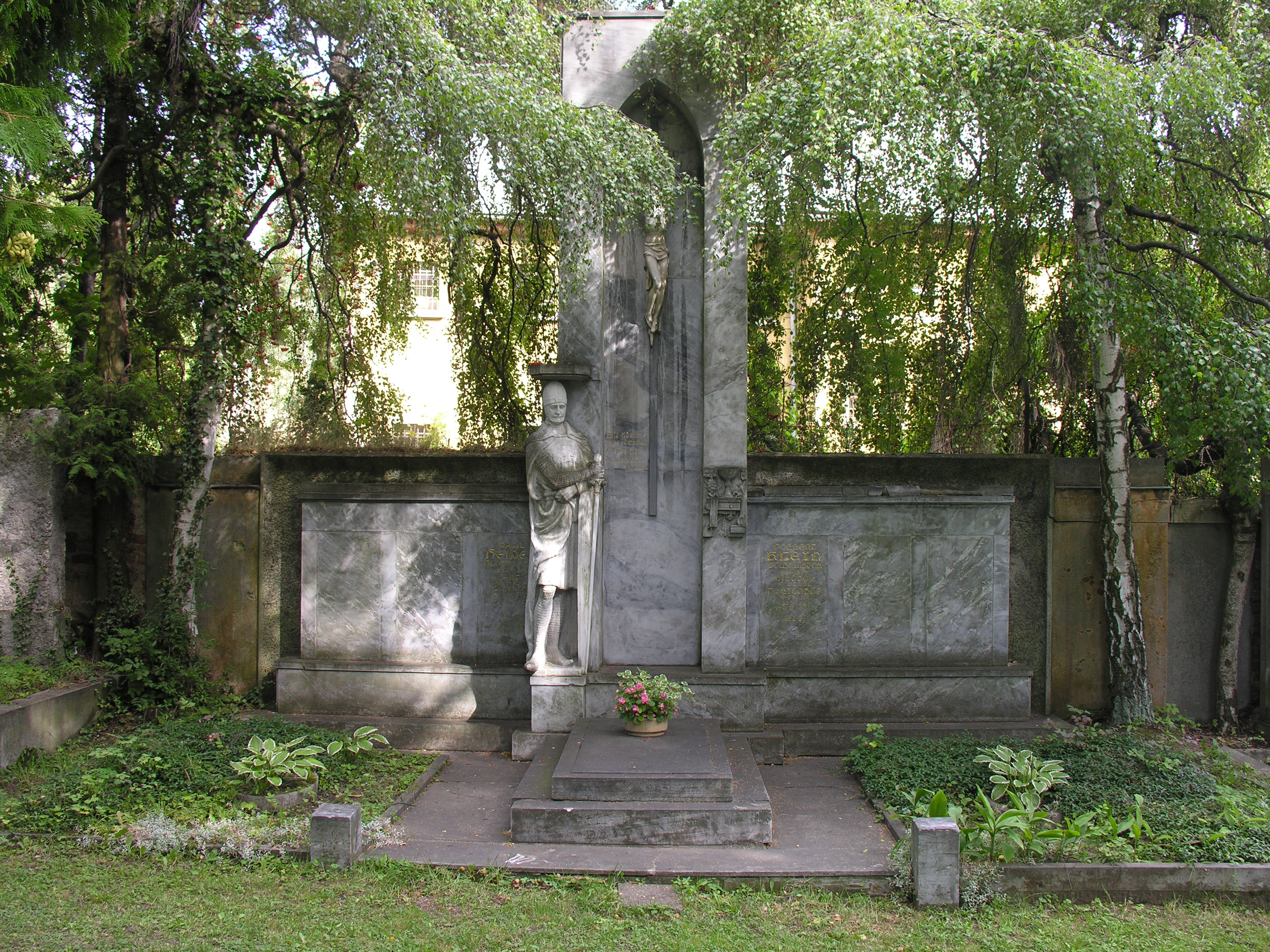
Norbert Klein síremléke más nagymesterek mellett.

Csehországi német családban született a mai Rýžovištěban. 1923-ban az Osztrák–Magyar Monarchia összeomlását követően Jenő osztrák főherceg átadta neki a nagymesteri posztot, mivel a Habsburgoknak távozniuk kellett a trónról, s várható volt, hogy a lovagrendet feloszlatják, mivel egy ideje már Habsburg főhercegek töltötték be a vezetői tisztséget. Klein lett így az első olyan nagymestere a lovagrendnek, aki pap volt. A Monarchia felbomlása és Csehszlovákia megalakulását követően már nem lehetett Brünn püspöke.